# Fairy Captor Oka - 2
Fairy Captor Oka - 2 (フェアリーキャプター桜花　前編 - 2) es una película japonesa, del 23 de abril de 2010, producida por Zen Pictures. Es una película del género tokusatsu, de acción y aventuras, con artes marciales, dirigido por Toru Kikkawa.
La película tiene una primera parte con el mismo título: Fairy Captor Oka - 1.
El idioma es en japonés, pero también está disponible con subtítulos en inglés, en DVD o descargable por internet.

## Argumento
Rou Hayashi ha sido raptado por el hechicero oscuro, jefe de los hechiceros. Ran Hayashi, que es hermana de Rou, enfada a Oka porque ha simpatizado con un hechicero, con el que en el pasado combatió y no venció. Esto provoca la enemistad entre Oka y Ran. Tomomi adora a su amiga Oka, pero está celosa por tanta preocupación en rescatar a Rou Hayashi. Oka se enfrentará al hechicero oscuro, pero este la responderá atrapándola con unos serpenteantes y grasientos tentáculos.